# Miroslav Krleža

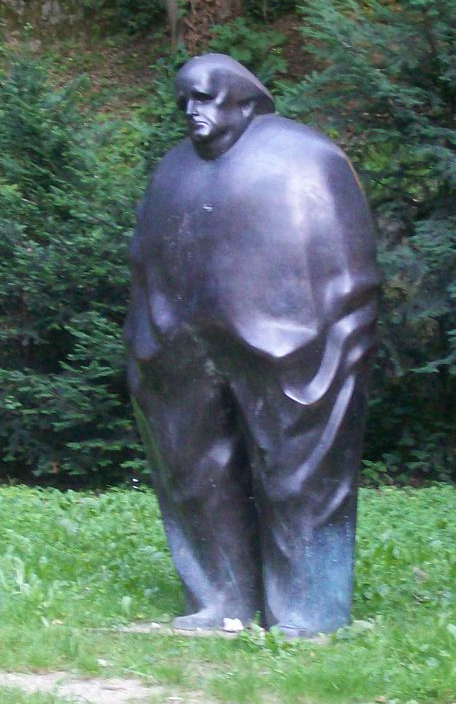
Monumento a Miroslav Krleža, Zagreb, Croacia

Miroslav Krleža (Zagreb, 7 de julio de 1893 - id., 29 de diciembre de 1981) fue un destacado escritor y poeta croata con notable influencia en la literatura de entre las dos guerras mundiales.

## Vida
Terminada su estancia en la Academia Militar de Budapest, se desplazó a Serbia, con la intención de tomar parte en la guerra contra los turcos que se estaba preparando. Las autoridades serbias no se fiaron de este voluntario desconocido y le devolvieron a Austria, ejército con el que combatió en la Primera Guerra Mundial. Después de 1918 tomó parte, llevado por sus ideas izquierdistas, en el movimiento obrero y durante la ocupación alemana en la Segunda Guerra Mundial, fue perseguido y detenido por los ustachi, organización nacionalista y separatista de carácter fascista. En la nueva República Federal Socialista de Yugoslavia, ocupó el cargo de vicepresidente de la Academia Yugoslava y de director del Instituto de Lexicografía.

## El escritor
Los inicios de Krleza como escritor se produjeron en 1914 con el drama simbólico Leyenda, cuyo tema es la figura de Cristo. Durante la guerra publicó dos tomos de poesías: Pan y Tres sinfonías (ambas de 1917). Con la independencia de Yugoslavia, entró Krleza en un periodo de gran actividad. Colaboró en revistas como Plamen (1919, que cofundó con August Cesarec), Kníishevna Repúblika (1924), Danas (1934), Pechat (1939), y fue fundador de las dos últimas. Sus poesías más importantes, Lírica (1919), Libro de poesías (1931), Tomo de versos líricos (1932), Versos en el crepúsculo (1937), causaron una gran impresión por su lirismo y fluida versificación, sin las rigideces de un reglamento, y que permiten al idioma croata lucir toda su belleza. Adquirió verdadera importancia con sus obras de teatro y novelas, donde, sin rehuir los temas políticos, despliega su propia visión del mundo que generalmente resulta chocante para la clase intelectual croata de la época. Es autor de dramas: Gólgota (1922), Vuijak (1923), En agonía (1928), Banco Glembay Ltd. (1929), Leda (1932); de novelas: Los tres pretendientes de la Srta. Melania (1920), Dis Marte croata (1922), Vuelta de Filip Latinovic (1932), En el borde del cerebro (1938), Banquete en Blitva (1939), además de muchos ensayos y artículos polémicos. Después de la revolución rusa, se situó decididamente en la izquierda, describió la explotación del campesino, el desamparo del intelectual, la indolencia de la pequeña burguesía y la rapacidad de la alta, y en sus textos recuerda las expoliaciones de la ocupación austriaca. Su estilo, vivo e incisivo, fue criticado por los conservadores, pero otros le consideran patriota y maestro de las nuevas generaciones.